# Maxfield (Maine)
Maxfield – miasto w Stanach Zjednoczonych, w stanie Maine, w hrabstwie Penobscot.